# الکساندر چیگیر
الکساندر چیگیر (انگلیسی: Alexander Tchigir؛ زادهٔ ۶ november ۱۹۶۸ (۵۶ سال)) ورزشکار واترپلو اهل آلمان است.
وی در مسابقات کشوری و بین‌المللی در مجموع برندهٔ ۱ مدال برنز شده‌است.